# Mindjim jezici
Mindjim jezici, Malena skupina jezika iz Papue Nove Gvineje koji se govore u provinciji Madang. Obuhvaća jezike anjam [boj] s 2,020 govornika (2003 SIL) na zaljevu Astrolabe; bongu [bpu] 850 govornika (2000 census) također na zaljevu Astrolabe; male [mdc] 970 (2000 census) južno od Boma; i sam [snx] 780 (2000 popis).
Ukupno preko 4.600 govornika. Mindjim jezici pripadaju široj skupini rai coast, transnovogvinejska porodica.

## Vanjske poveznice
- Ethnologue (14th)
- Ethnologue (15th)